# Хоппер, Грейс
Грейс Хоппер (англ. Grace Hopper, урождённая Grace Brewster Murray — Грейс Брюстер Мюррей; 9 декабря 1906 — 1 января 1992) — американская учёная и коммодор (контр-адмирал младшего ранга) флота США, разработчица исторически первого компилятора. Была одной из первых, кто писал программы для гарвардского компьютера Марк I; развила концепцию машинно-независимых языков программирования, что привело к созданию Кобола — одного из первых высокоуровневых языков программирования. Ей приписывается популяризация понятия об отладке программ. Благодаря множеству достижений и высокому чину во флоте её иногда называют «Удивительная Грейс», «Amazing Grace» (возможно, аллюзия на гимн Amazing Grace). В её честь назван эсминец ВМФ США USS Hopper (DDG-70), суперкомпьютер Cray XE6 «Hopper» Исследовательского вычислительного центра министерства энергетики (NERSC), трансатлантический подводный кабель связи.

## Первые годы жизни и образование
Родилась в Нью-Йорке. Имя при рождении — Грейс Брюстер Мюррей. Из троих детей она была старшей. В детстве она была любопытна, и эта черта осталась с ней на всю жизнь. В возрасте семи лет она решила выяснить, как работает будильник. Она разобрала семь будильников, прежде чем её мать поняла, что происходит; впоследствии ей пришлось ограничиться одним будильником. Для подготовки к поступлению в колледж она отучилась в школе Уордлоу-Хартриджа в городе Плейнфилд (Нью-Джерси). Первая попытка поступить в колледж Вассар в 16 лет не увенчалась успехом из-за невысокого балла по латыни. На следующий год она смогла поступить, окончила колледж в 1928 году со степенью бакалавра математики и физики с почётным дипломом академического общества Фи-бета-каппа.
Степень магистра получила в Йельском университете в 1930 году. В 1934 году там же защитила докторскую диссертацию по математике под руководством Ойстина Оре «Новые типы критериев неприводимости». С 1934 года — преподаватель математики в Вассаре, с 1941 года — адъюнкт-профессором.
Состояла в браке с профессором Нью-Йоркского университета Винсентом Фостером Хоппером (1906—1976) с 1930 года до развода в 1945 году. Сохранила фамилию мужа и больше не вступала в брак.

## Карьера

### Вторая мировая война
В 1943 году взяла отпуск в Вассаре и зачислилась добровольцем по программе WAVES в резерв ВМС США. Её приняли в виде исключения; ей недоставало 15 фунтов (6,8 кг) до нижней границы веса — 120 фунтов (54 кг). Поступила на службу в декабре и училась в Школе курсантов резерва в колледже Смит в Нортгемптоне (Массачусетс). Окончила обучение с лучшими результатами в классе и в звании младшего лейтенанта была назначена в бюро артиллерийских вычислительных проектов при Гарвардском университете, где занималась программированием на компьютере Mark I под руководством Говарда Эйкена. Эйкен и Хоппер были соавторами трёх статей о компьютере Марк I, также известном как счётное устройство с автоматической последовательностью операций. Просьба Хоппер о переводе в регулярный флот не была удовлетворена в связи с возрастом (38 лет). Она продолжила службу в запасе. Хоппер оставалась в Гарвардской лаборатории вычислений (Harvard Computation Lab) до 1949 года, отказавшись от должности полного профессора в Вассаре в пользу исследовательской работы в Гарварде по контракту с флотом.

### UNIVAC
В 1949 году стала сотрудником компании Eckert-Mauchly Computer Corporation и как старший математик присоединилась к команде разработчиков UNIVAC I. В начале 1950-х компания перешла в руки корпорации Remington Rand, и тогда их команда выпустила первый в истории компилятор. Он был известен как «A Compiler», и первая его версия была A-0. Первые компиляторы не получили признания у коллег, поскольку применение техники ограничивалось отдельными арифметическими операциями, не требовавшими высокоуровнего представления алгоритмов.
В 1954 году назначена начальником отдела автоматизации и программирования, а её отделение выпустило некоторые из первых компиляторов, включая ARITH-MATIC, MATH-MATIC и FLOW-MATIC.

### Кобол

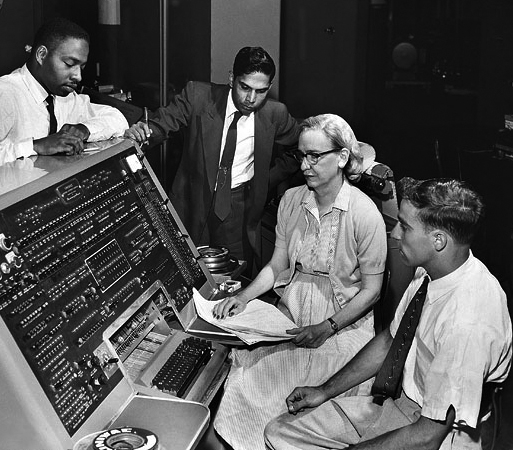
Грейс за клавиатурой UNIVAC, примерно 1960 год

Весной 1959 года на двухдневной Конференции по языкам систем обработки данных (CODASYL) собрались компьютерные специалисты, работающие в бизнесе и состоящие на службе у государства. Хоппер была техническим консультантом комитета, и многие её бывшие подчинённые состояли во временном комитете, который определил новый язык Кобол. Этот новый язык был расширением хопперовского FLOW-MATIC и содержал некоторые идеи COMTRAN, похожего языка от IBM. В этом новом языке была заключена идея Хоппер о том, что программы лучше писать на языке, который ближе к английскому, нежели на языке, который ближе к машинному коду (как, например, ассемблер). Кобол стал наиболее распространённым языком для бизнес-приложений и остаётся таковым по сей день .
В 1967—1977 годы Хоппер руководила Navy Programming Languages Group (Navy’s Office of Information Systems Planning) и получила звание капитана в 1973 году. Она разработала валидационное программное обеспечение для Кобола и его компилятора, что было частью программы стандартизации языка.

## Стандартизация
В 1970-е годы Хоппер убедила министерство обороны заменить большие централизованные системы сетью малых, находящихся в разных местах компьютеров. Любой пользователь любого компьютерного узла мог получить доступ к базам данных, хранившихся в сети:119. Она впервые применила стандартизацию к тестированию компьютерных систем и компонентов, и что особенно важно, к ранним языкам программирования, таким, как FORTRAN и COBOL. Тесты соответствия этим стандартам привели к значительному сходству различных диалектов этих языков у главных производителей компьютеров. В 1980-е годы эти тесты были одобрены Национальным бюро стандартов (NBS), которое сейчас известно как Национальный институт стандартов и технологий (NIST).

## Выход в отставку

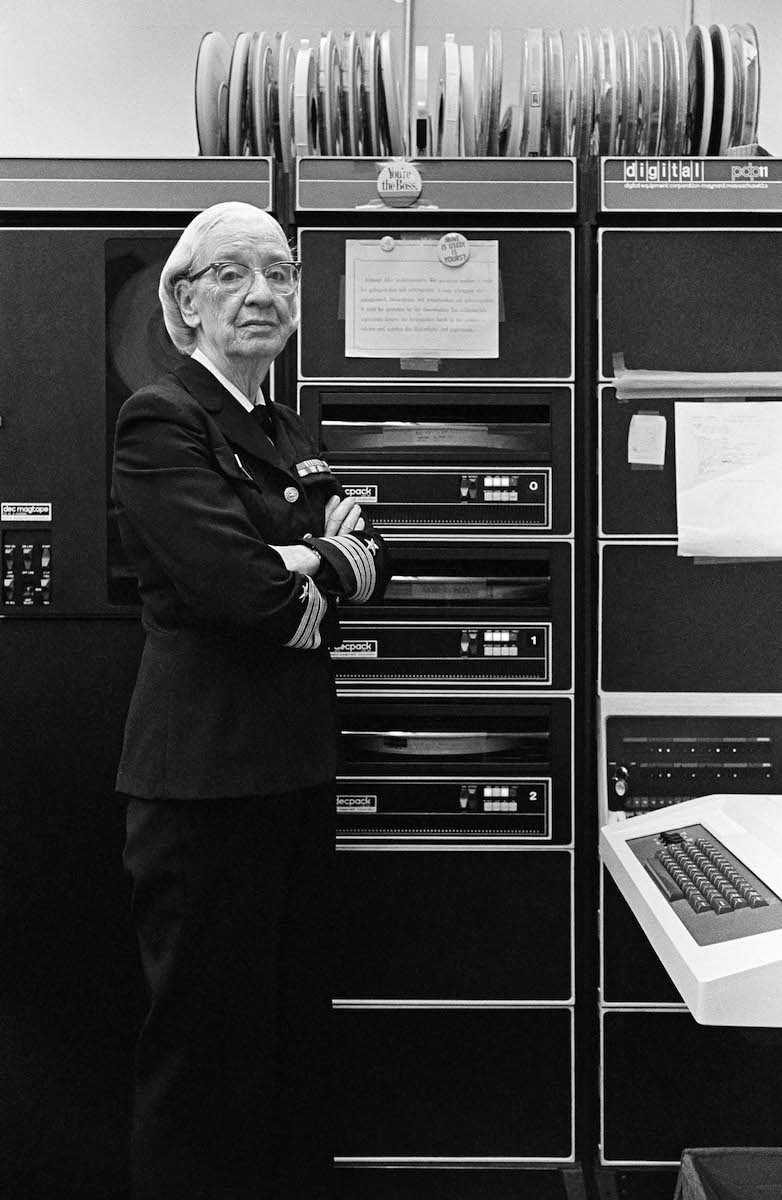
Грейс Хоппер в компьютерном зале в Вашингтоне, 1978 год. Фото Линн Джилберт.

В конце 1966 года вышла в отставку из Резерва Военно-морского флота США в звании коммандера. В августе 1967 года она была снова призвана на действительную службу сроком на полгода, это назначение перешло в бессрочный контракт. В 1971 году Хоппер опять вышла в отставку, однако в 1972 году её снова попросили вернуться на службу.
В 1973 году адмирал Элмо Замволт повысил Хоппер до звания капитана (примерно соответствует капитану первого ранга).
После того, как член Палаты Представителей Филипп Крейн увидел Хоппер в мартовском выпуске программы «60 минут» 1983 года, он направил совместное прошение от Палаты представителей президенту, прошение привело к возведению её в звание коммодор. (В 1985 ранг переименовали в «контр-адмирала» — англ. rear admiral.)
14 августа 1986 года была вынуждена снова подать в отставку из ВМС. На церемонии торжества, посвящённого её уходу, Хоппер была награждена «Медалью безупречной службы», высшей наградой нестроевой службы Министерства Обороны США.
К моменту отставки была старейшим офицером, находящимся на действительной службе в ВМС США (79 лет, восемь месяцев и пять дней), а церемония её отставки проходила на старейшем активном судне Военно-морского флота США USS Constitution (188 лет, девять месяцев и 23 дня).
После выхода в отставку была нанята на должность старшего консультанта в корпорацию DEC, где и работала вплоть до смерти в возрасте 85 лет в 1992 году. В последние годы читала лекции о заре компьютерной эры, о своей карьере и об усилиях, которые разработчики компьютеров могут предпринять, чтобы упростить жизнь пользователям, как в различных подразделениях DEC, так и на публичных мероприятиях. Многие лекции она иллюстрировала прямым телефонным шнуром компании Bell, обрезанным по длине в 30 см, чтобы продемонстрировать дистанцию, которую свет проходит за одну наносекунду. Кабель передавался аудитории в качестве наглядного пособия. Всегда надевала парадную флотскую форму для этих лекций, несмотря на то, что больше не состояла на действительной военной службе. Просветительскую и образовательную деятельность считала, наряду с разработкой компилятора, важным профессиональным результатом.
Похоронена на Арлингтонском национальном кладбище со всеми воинскими почестями.

## Награды и признание

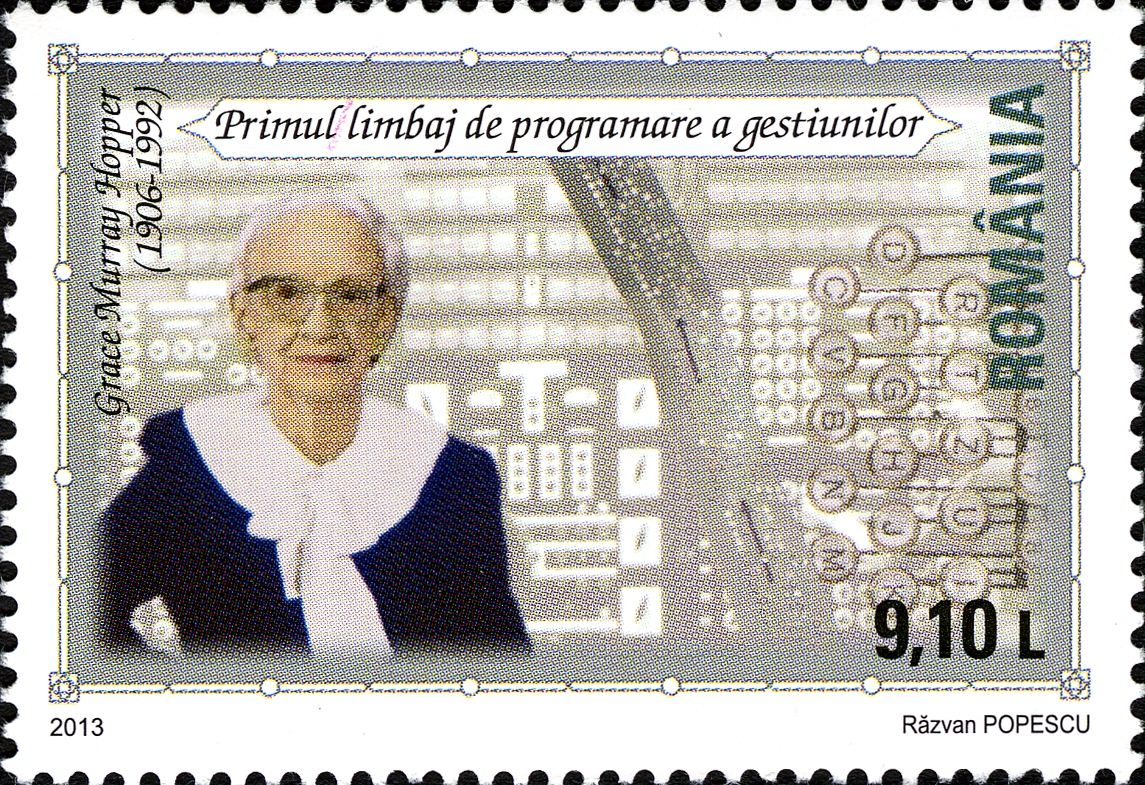
Грейс Хоппер. Почтовая марка Румынии, 2013

В 1969 году награждена премией «Человек года в информатике» Ассоциации профессионалов индустрии информационных технологий (AITP). В 1970 году стала лауреатом мемориальной премии Гарри Гуда.
В 1971 году Ассоциацией вычислительной техники учреждена ежегодная премия Грейс Хоппер.
В 1973 году стала первым гражданином США и первой женщиной вообще, ставшей почётным членом Британского компьютерного общества.
В 1979 году стала лауреатом премии Макдауэлла, в 1983 году — премии премии Ады Лавлейс от Ассоциации женщин в области вычислительной техники.
По выходе в отставку в 1986 году была награждена «Медалью за безупречную службу» — высшей наградой нестроевой службы Министерства обороны США.
В 1987 стала лауреатом Fellow Awards, в 1988 году — премии Эмануэля Пиора и премии «Золотой молоток» на международном съезде «Toastmasters» в Вашингтоне. В 1991 награждена Национальной медалью США в области технологий и инноваций.
В 1996 спущен на воду эскадренный миноносец USS Hopper (DDG-70). В 2009 году сотрудники Национального вычислительного центра энергетических научных исследований Министерства энергетики США назвали одну из вычислительных систем Hopper. Ряд объектов ВМС США назван в честь Хоппер, в частности, административное здание в Аннаполисе, авиационная база в Норт-Айленде, станция связи в Сан-Диего, здание центра повышения квалификации Абердинского испытательного полигона в Мэриленде, мост на территории базы в Чарльстоне (Южная Каролина).
В Департаменте информатики Йельского университета учреждена именная профессорская должность в честь Грейс Хоппер, с 2008 года её занимает Джоан Фигенбаум.
Ежегодно проводится конференция «Grace Hopper Celebration of Women in Computing», посвящённая проблемам карьеры женщин в областях вычислительной техники.